# Nagua Alba
Nayua Miriam Alba Goveli, née le 16 mars 1990, est une femme politique espagnole membre de Podemos.
Elle est élue députée de la circonscription du Guipuscoa lors des élections de décembre 2015.

## Biographie

### Vie privée
Née à Madrid, elle est la fille de la scénariste et écrivaine Isabel Alba Rico. Elle est la nièce du philosophe Santiago Alba Rico, la petite-fille de la cinéaste Lolo Rico ainsi que l'arrière-petite-fille de Santiago Alba Bonifaz, deuxième président des Cortes de la Seconde république espagnole.

### Formation
Elle réalise ses études à l'université du Pays basque où elle obtient une licence en psychologie en 2013 puis à l'université autonome de Madrid où elle décroche un master dans la même discipline deux ans plus tard.
Elle a travaillé avec des collectifs en risque d'exclusion et dans le domaine de l'intervention familiale et celui de la formation audiovisuelle auprès d'enfants et handicapés. Elle a également été activiste pour l'association Juventud sin futuro.

### Députée au Congrès
Membre de Podemos dès sa création en 2014, elle est élue au conseil citoyen national lors du premier congrès politique du parti et est choisi comme responsable des réseaux sociaux de la formation. Elle est investie comme tête de liste du parti dans la circonscription du Guipuscoa en vue des élections générales de décembre 2015. Grâce au soutien de 98 533, la liste remporte le meilleur score dans la circonscription devant le PNV et deux des six sièges de député en jeu. Élue au Congrès des députés à 25 ans, elle est deuxième secrétaire du bureau d'âge présidé par Teresa de Lara ; une fonction partagée avec María Such. Membre de la commission de l'Éducation et des Sports et de celle de l'Égalité, elle est porte-parole de son groupe à la commission des Politiques d'intégration du handicap.
À la tête d'une liste de coalition avec la représentante d'Izquierda Unida Isabel Salud, elle est réélue au palais des Cortes lors des élections générales anticipées de juin 2016. À l'ouverture de la législature, elle devient porte-parole à la commission de l'Éducation et des Sports au détriment de la commission des Politiques d'intégration du handicap dont elle devient simple membre. Elle quitte aussi la commission de l'Égalité en juillet 2017.

### Secrétaire générale de Podemos Euskadi
Forte du soutien du secrétaire politique de Podemos, Íñigo Errejón, elle présente sa candidature lors du congrès de la fédération basque de Podemos de mars 2016 faisant suite à la démission de Roberto Uriarte en novembre précédent du fait de son désaccord avec l'investiture de Nagua Alba et d'Eduardo Maura dans la circonscription de Biscaye. Elle reçoit alors le soutien de 36,67 % des participants au scrutin, devant la candidate soutenue par la direction sortante (32,2 %) et celui appartenant au courant anticapitaliste (24,1 %).
Elle annonce sa démission par surprise le 29 août 2017 afin qu'un nouveau projet puisse voir le jour avant les élections municipales de mai 2019. Elle est remplacée par Lander Martínez en décembre suivant.